# Venø, Venø Sund
Venø, Venø Sund este o arie protejată (arie specială de conservare — SAC, sit de importanță comunitară — SCI, arie de protecție specială avifaunistică — SPA) din Danemarca întinsă pe o suprafață de 2.926 ha, din care 95 % marine.

## Localizare
Centrul sitului Venø, Venø Sund este situat la coordonatele 56°33′00″N 8°39′04″E / 56.55°N 8.651111°E.

## Înființare
Situl Venø, Venø Sund a fost declarat arie de protecție specială avifaunistică în mai 1983 pentru a proteja 10 specii de animale. Alte tipuri de protecție:
- sit de importanță comunitară (în februarie 1998)
- arie specială de conservare (în decembrie 2011)[1][3][4]

## Biodiversitate
Situată în ecoregiunile atlantică și marină Atlantică, aria protejată conține 13 habitate naturale: Golfuri mici largi și golfuri puțin adânci, Salicornia și alte specii anuale care populează regiunile mlăștinoase și nisipoase, Dune mobile cu vegetație embrionară, Dune de coastă fixe cu vegetație erbacee („dune gri”), Pajiști uscate seminaturale și facies de acoperire cu tufișuri pe substraturi calcaroase (Festuco-Brometalia) (* situri importante pentru orhidee), Dune fixe decalcificate cu Empetrum nigrum, Lagune de coastă, Recifuri, Pășuni atlantice udate de apa mării (Glauco-Puccinellietalia maritimae), Vegetație anuală la limita mareei, Vegetație perenă pe țărmurile stâncoase, Formațiuni ierboase bogate în specii de Nardus, dezvoltate pe substraturi silicioase în zone montane (și în zone submontane, în Europa continentală), Pajiști uscate europene.
La baza desemnării sitului se află mai multe specii protejate:
- păsări (7): Branta bernicla hrota, Bucephala clangula, ferestrașul mare (Mergus merganser), Mergus serrator, ciocântors (Recurvirostra avosetta), chiră mică (Sterna albifrons), Sterna paradisaea
- mamifere (2): focă obișnuită (Phoca vitulina), marsuin (Phocoena phocoena)
- pești (1): Alosa fallax